# Едвард Сейденстікер
Едвард Джордж Сейденстікер (англ. Edward George Seidensticker; 11 лютого 1921, Касл-Рок, Колорадо, США — 26 серпня 2007, Токіо, Японія) — американський японознавець і перекладач класичної та сучасної японської літератури. У 1976 році опублікував перекладений англійською ліричний твір «Повість про Ґендзі», який був позитивно сприйнятий критикою й вважається одним із найкращих сучасних перекладів.
Робота Сейденстікера тісно пов'язана з творчістю трьох великих японських письменників XX століття: Ясунарі Кавабати, Дзюнічіро Танідзакі, Юкіо Мішіми. Зокрема, його переклади повістей Кавабати «Країна снігів» (1956) та «Тисяча журавлів» (1958) частково сприяли тому, що сам автор цих творів став лауреатом Нобелівської премії з літератури у 1968 році.

## Життєпис

### Ранні роки
Едвард Сейденстікер народився на невеликому ранчо неподалік від міста Касл-Рок, штат Колорадо. Його батько, якого також звали Едвард Дж. Сейденстікер, був власником фермерського господарства, що в період з 1920-х до початку 1930-х років зазнавало фінансових труднощів. Його мати Мері Е. (до шлюбу Діллон) була домогосподаркою. Сейденстікер був католиком та мав німецьке, англійське й ірландське походження. У старшій школі, зрозумівши, що він не надто здібний до математики чи спорту, Сейденстікер під час перерв крадькома тікав, щоб почитати Дікенса та Текерея. З його класу до університету вступили лише два учні: сам Сейденстікер та його брат Вільям.
Сейденстікер хотів навчатися в університеті Східного узбережжя, але через матеріальне становище сім'ї йому довелося вступити до Університету Колорадо в Боулдері. Родина очікувала, що він піде слідами свого дядька до юридичного факультету, однак Сейденстікер обрав економічний, а пізніше перевівся на англійську філологію, що не дуже потішило батьків. У червні 1942 року здобув ступінь бакалавра англійської мови.

### Школа японської мови ВМС США
На початку 1940-х років Військово-морські сили США почали розширювати свою Школу японської мови, яка на той час працювала при Університеті Каліфорнії в Берклі. Після нападу на Перл Гарбор було прийнято рішення перенести школу до університету Колорадо, оскільки вздовж Західного узбережжя відбувалася депортація мешканців, що мали японське походження, і більшості викладачів загрожувала небезпека. Так, до середини 1942 року школа повністю перемістилася до Колорадо. Тим часом Сейденстікер, який якраз шукав спосіб уникнути мобілізації, вважав Школу японської мови своїм порятунком. Він переїхав до Вашингтона, щоб пройти вступну співбесіду, і його прийняли. Після чотирнадцяти місяців інтенсивної програми вже міг читати японські газети, хоч і з певними труднощами. Випускникам школи була надана можливість стати офіцерами у військово-морських силах або корпусі морської піхоти, і Сейденстікер, надихнувшись романтичними парубоцькими історіями про флот, цією можливістю скористався.

### Роки війни
Сейденстікер пройшов базову підготовку морської піхоти у Північній Кароліні, після чого його було переведено до «Кемп-Пендлтона» на Західному узбережжі. Саме в Каліфорнії він уперше зустрів японських військовополонених, з якими надалі практикував японську. Згодом у 1944 році його разом з іншими офіцерами, які теж володіли мовою, передислокували до Гаваїв, на Перл-Гарбор. Там їх зобов'язали перекладати перехоплені документи та, як би Сейденстікеру того не хотілося, допитувати полонених.
У лютому 1945 року Сейденстікера було відправлено кораблем на завдання на Іодзімі. Доки він дістався до місця битви, перша хвиля висадки десанту вже пройшла, і вогонь припинився, адже японці відступили на північ до підземних укріплень. У своїх мемуарах Сейденстікер зазначав, що хоч кілька разів йому, можливо, і загрожувала небезпека, він її мало усвідомлював. Наприкінці терміну його служби було оголошено, що на острові загрози більше немає, і він піднявся на гору Сурібаті, відому завдяки знімку Джо Розенталя з підняттям прапора США.
Після Іодзіми Сейденстікера перевели назад на Гаваї. Під час його перебування там, американською авіацією було здійснено ядерні атаки на Хіросіму і Нагасакі, після чого війна з Японією завершилася. Хоч застосування ядерної зброї глибоко обурило Сейденстікера, він все ж підтримував рішення Трумена. У своїх мемуарах він писав: «Посадити мене за стіл Гаррі — я б учинив так само. На меті було закінчити війну та зберегти життя. Очевидно, що цим ударом було врятовано більше життів, як американців, так і японців, аніж якби війна тривала й далі руйнувала долі».

### Окупація Японії та дипломатична служба
Приблизно через місяць після того, як Дуглас Макартур прибув до Токіо, щоб прийняти капітуляцію Японії, Сейденстікер висадився з морськими піхотинцями на військово-морській базі у Сасебо, префектура Нагасакі. Їм було доручено виконати роззброєння японських сил і виведення з ладу важкого озброєння на островах Цусіма та Хірадо. Саме за ці кілька місяців Сейденстікер заглибився більше у культуру Японії. На початку 1946 року його відправили до Сан-Дієго та звільнили зі служби.
Повернувшись до США, Сейденстікер вступив до Колумбійського університету й у 1947 році здобув ступінь магістра за спеціальністю «Публічне право та державне управління». Він був прийнятий на закордонну службу США, і, ще провчившись літо у Єльському університеті та рік у Гарварді, був призначений виконувати обов'язки у Дипломатичному відділі штаб-квартири головнокомандувача союзними окупаційними військами в Токіо. Пропрацювавши так приблизно два роки, він усвідомив, що дипломатія — не його покликання, тож у травні 1950-го року звільнився за власним бажанням. На відміну від колег, його ніколи не просували по цій службі, але й сам Сейденстікер не вважав за потрібне важко працювати лише заради зарплатні. Крім того, він відчував на собі осудливі погляди з боку інших через те, що досі був неодружений. Також йому здавалося, що хтось прослуховував його номер у готелі.

### Наукова та викладацька діяльність, останні роки життя
Закінчивши свою дипломатичну службу, Сейденстікер скористався пільгами G.I. Bill, щоб вивчати літературу періоду Хейан у Токійському університеті. Пізніше він також отримав грант Фундації Форда й змінив коло своїх наукових інтересів на сучасну японську літературу, і за роки навчання в Токійському університеті прочитав практично всі твори цього напрямку. У середині 1950-х років термін всіх його стипендій вичерпався, тож Сейденстікер влаштувався викладачем до Софійського університету, де читав лекції з американської та японської літератури. Хоч йому й подобалась ця робота, на той час вона не була добре оплачуваною, тому він став підробляти, пишучи тексти на замовлення. У 1954 отримав запит від Гарольда Штрауса, головного редактора Нью-Йоркського видавництва «Альфред А. Кнопф», перекладати для корпорації твори японської літератури, за що Сейденстікер охоче взявся.
Провівши усамітнені 14 років у Японії, він зрозумів, що втомився від такого життя, і почав задумуватися над поверненням до Штатів. У 1962 році Стенфордський університет шукав заміну викладачеві та надіслав Сейденстікеру запрошення, яке останній прийняв. У Стенфорді він викладав японську мову з 1962 по 1966 рік, наступні 11 років після чого продовжував свою кар'єру в університеті Мічигану, а з 1978 року — у Колумбійському університеті. У 1985 році, отримавши статус емерита, вийшов на пенсію. У наступні роки подорожував до Гаваїв та Японії. У 2007 році під час прогулянки біля ставка Сінобадзу в парку Уено в Токіо Сейденстікер впав та отримав черепно-мозкову травму, через що помер у віці 86 років.

## Перекладацька діяльність
Сейденстікер вважається одним із найкращих перекладачів класичної та сучасної японської літератури англійською мовою. Ендрю Горват, викладач японської літератури Токійського економічного університету, казав про нього: «Він перекладав емоції авторів оригіналу».

Сейденстікер здобув Національну книжкову премію в номінації «Переклад» завдяки перекладу роману Ясунарі Кавабати «Звук гори». Він також переклав кілька доробків Юкіо Мішіми, зокрема «Падіння янгола», останню книгу з тетралогії «Море достатку». Переклав «Сестри Макіока» та «Деякі віддають перевагу кропиві» Дзюнічіро Танідзакі, а також став автором критики про місце цього письменника в японській літературі XX століття. У некролозі перекладача в журналі «Нью-Йорк таймз» зазначається:
За час свого перебування в Японії містер Сейденстікер заприятелював з багатьма письменниками, твори яких він перекладав, хоч часто між ними виникали непорозуміння, що цілком природно для відносин між автором й перекладачем. Як згадував сам містер Сейденстікер у «Токіо Централ», одні митці були дуже вибагливими, а інші — зовсім ні.
Сейденстікер писав: «Танідзакі використовував чіткі логічні речення. Не те щоб я це не схвалював, однак перекладати такі тексти не дуже цікаво. Навіть не було про що посперечатися з автором. Із Кавабатою ж навпаки». Під час роботи над повістю «Країна Снігів» Сейденстікер дуже обережно питав митця: «Чи не здається вам, шановний пане, що ця частина трохи заскладна для розуміння?», і тоді письменник сумлінно вичитував уривок, після чого погоджувався з перекладачем єдиним «так».
Останнім доробком, перекладом якого керував Сейденстікер, став твір «Ви були народжені не просто так» про японський буддизм.

## Японознавство
Сейденстікер багато писав про Японію, про народ цієї країни та про місто Токіо. Після виходу на пенсію проводив багато часу в Токіо, яке називав «найцікавішим місцем у світі».
У своїй першій праці поза галуззю перекладу «Кафу-борзописець: життя та творчість Нагаї Кафу, 1879—1959» (видавництво Стенфордського університету, 1965) він оповідав біографію японського письменника Кафу Нагаї, відомого завдяки чуттєвим описам півсвіту у токійських «кварталах розваг». Це було перше дослідження життя та доробків Нагаї опубліковане англійською мовою. Книга не є ані цілковитою біографією, ані критикою, адже містить низку перекладів оповідань і новел Нагаї, зроблених Сейденстікером. Сам перекладач дуже жалів, що не познайомився з Кафу особисто, хоч декілька разів мав таку можливість.
У двотомній історії Токіо «Токіо: від Едо до землетрусу» (1983) та «Відродження Токіо: місто після Великого кантоського землетрусу» (1990) Сейденстікер розповідає про те, як на місто вплинула вестернізація та як воно витримало два великі лиха XX століття: Великий кантоський землетрус у 1923 році та збитки від бомбардувань під час Другої світової війни.
Опублікував автобіографічні факти у «Токіо Централ: Мемуари» у 2001 році. Колишні студенти Сейденстікера вшанували пам'ять про свого викладача працею «Нове листя: Студії та переклади японської літератури на пошану Едварда Сейденстікера» (1993), яка містила його життєпис та бібліографію.

## Нагороди
- 1971 — Національна книжкова премія
- 1975 — Орден Вранішнього сонця, 3 ступінь
- 1977 — Премія імені Кікучі Кана[11]
- 1984 — Премія Японського фонду

### Власні праці
- Японія. — Нью-Йорк: Тайм, інкорпорейтед, 1961.
- Кафу-борзописець: життя та творчість Нагаї Кафу, 1879—1959. — Каліфорнія, Стенфорд: Видавництво Стенфордського університету, 1965.
- Ця країна — Японія. — Токіо: Коданшя, 1979.
- Токіо: від Едо до землетрусу, або як старовинна столиця сьоґунату перетворилась на велике сучасне місто, 1867—1923. — Нью-Йорк: Альфред А. Кнопф, 1983.
- Відродження Токіо: місто після Великого кантоського землетрусу. — Нью-Йорк: Альфред А. Кнопф, 1990.
- Мало хто йде цим шляхом: ліричні епізоди з року Кролика. — Гонолулу: Видавництво Гавайського університету, 1996.
- Токіо Централ: Мемуари. — Сіетл: Видавництво Вашингтонського університету, 2002.

### Переклади
- Танідзакі Дзюнічіро. Деякі віддають перевагу кропиві. — Нью-Йорк: Альфред А. Кнопф, 1955.
- Кавабата Ясунарі. Країна снігів. — Нью-Йорк: Альфред А. Кнопф, 1956.
- Танідзакі Дзюнічіро. Сестри Макіока. — Нью-Йорк: Альфред А. Кнопф, 1957.
- Кавабата Ясунарі. Тисяча журавлів. — Нью-Йорк: Альфред А. Кнопф, 1958.
- Нагаї Кафу. Дивна історія зі сходу річки. — Каліфорнія, Стенфорд: Видавництво Стенфордського університету, 1965.
- Кавабата Ясунарі. Звук гори. — Нью-Йорк: Альфред А. Кнопф, 1970.
- Кавабата Ясунарі. Мейдзін. — Нью-Йорк: Альфред А. Кнопф, 1972.
- Мішіма Юкіо. Падіння янгола. — Нью-Йорк: Альфред А. Кнопф, 1974.
- Мурасакі Сікібу. Повість про Ґендзі. — Нью-Йорк: Альфред А. Кнопф, 1976.
- Іноуе Ясуші. Лу-Лан та інші історії. Переклад у співавторстві з Джеймсом Т. Аракі. — Токіо: Коданшя, 1979.